# Bebe Sanzo
Claudio Osvaldo Sanzo, más conocido como Bebe Sanzo, (Buenos Aires, 16 de septiembre de 1965) es un locutor y presentador argentino.
Actualmente integra Uno contra uno en TyC Sports y El Club del Moro en La 100. También conduce Top Show para DAC Producciones y Almacén de discos en UnDinamo. Además participa de dos podcasts (BB y Ronnie y Puerto Bulsara) y anda en moto. Es un locutor 360.

## Biografía

### Inicios
Se graduó en 1987 del Instituto CoSal como locutor y comenzó su carrera en la radio, al aire de Radio Excelsior AM 910, mientras también trabajaba en la Municipalidad de la Ciudad de Buenos Aires. Por entonces adquirió su apodo «Bebe»  debido a la particularidad de su voz: muy aguda para los estándares asociados a los locutores de la época.

### Consagración
Logró el reconocimiento, a fines de los años 80, en FM Z95. 
Ya como un importante actor del ámbito de la difusión musical en Argentina, en la década de 1990 realizó coberturas nacionales e internacionales para Telefe: Participó de las transmisiones de conciertos de Guns N' Roses, Ramones, The Rolling Stones, Elton John y Bon Jovi, entre otros. Entonces se destacó por sus entrevistas con diversos artistas internacionales y su trabajo en la cobertura del Concierto homenaje a Freddie Mercury. En aquel tiempo también trabó amistad con Ronnie Arias, con quien desde entonces compartió producciones de radio, televisión y podcast en distintas etapas. 
Durante su extensa trayectoria prestó su voz para distintos proyectos audiovisuales. Además fue director de Energy FM 101.1 entre 1996 y 1997.
Además este programa Top Show como conductor desde 2006, es un formato diario junto a El Club del Moro en La 100.

## Trayectoria en medios audiovisuales

### Radio
FM Z95
- La máquina del sonido

Rock & Pop
- In the mix

Energy FM 101.1
- Hi NRG

Mix FM 103.5
Metro 95.1
- El león de la Metro

RadioShow FM 100.7
- Mundo Sonyco[2]

X4 Radio FM 106.7 / FM 104.3
- What is this?
- X Tarde
- Tarde.com

DAC Producciones
- Top Show (2006-presente)

La Redonda FM 100.3
- Arde la ciudad

Radio La Red
- Contratapa

La Cielo FM 103.5
- Buenos días, Buenos Aires

Radio Cantilo FM 101.9
- Almacén de discos

La 100
- No está todo dicho
- El Club del Moro[3]

UnDinamo
- Perro grande, perro chico

- Almacén de discos

- Esquizo (si no se duerme)

### Televisión
Canal 9
- El Club de Madonna
- Mejor de noche

Telefe
- La "Z" en TV
- Jugate conmigo
- Acordate de...

TyC Sports
- Uno contra uno

Volver
- 1002 momentos de la televisión

América TV
- Estamos a tiempo[4]

eltrece
- El Club de las divorciadas
- La noche perfecta

### Cine
- Lexter, la ola perfecta (Luis Hitoshi Díaz, 2015) - ¿?
- Casi leyendas (Gabriel Nesci, 2017) - Presentador de programa de radio

### Podcasts
- Puerto Bulsara[5]
- BB y Ronnie
- 8 porciones, un podcast con sabor a pizza
- Rodar

## Premios y distinciones
- 2018: Premios Martín Fierro - Labor locución masculina - Bebe Sanzo - El Club del Moro (La 100) - Nominado[6]